# وليام دامبير
وليام دامبير (بالإنجليزية: William Dampier)‏ (عُمد في 5 سبتمبر 1651 – توفي في مارس 1715) كان أول رجل من أصل إنجليزي ذهب لاستكشاف قطاعات من هولندا الجديدة (أستراليا)، وكذلك أول شخص يبحر حول العالم ثلاث مرات. وقد وُصف دامبير كأول مؤرخ للطبيعة في أستراليا وأعظم مستكشف ومغامر بريطاني في فترة ما بين السير والتر رالي وجيمس كوك.

## بدايات حياته
ولد دامبير في إيست كوكر في سومرسيتشاير، في 1652 (تم تعميده يوم 5 سبتمبر)، وتيتم وهو صغير. تم تعيينه مع ربان سفينة في وايمث، والذي انطلق معه في رحلة إلى نيوفندلاند. وعند عودته أبحر إلى بانتام في جزر الهند الشرقية. وفي عام 1673 خدم في الحرب الهولندية تحت إمرة السير إدوارد سبراغ، وكان حاضرا في معركتي شونفيلد (28 مايو؛ 4 يونيو)؛ لكنه وقع فريسة المرض وتم وضعه على اليابسة. وفي عام 1674 أصبح مديرا ثانويا لإحدى العقارات في جامايكا، لكنه لم يستمر سوى لفترة قصيرة في هذا المنصب. بعد ذلك اشتغل في التجارة الساحلية واكتسب معرفة دقيقة بكل الموانئ وخلجان الجزيرة. وقام رحلة إلى خليج كامبيتشي (1675 – 1676)، وبقي لبعض الوقت مع قاطعي الأشجار، وكان ينتقل بين هذا العمل والقرصنة.

## الرحلة الأولى
في عام 1678 عاد إلى إنجلترا، وزار جامايكا ثانية في عام 1679 وانضم إلى فريق من القراصنة، والذي عبر مع برزخ دارين، وأمضى سنة 1680 على الساحل البيروفي، وأمعن فيه سلبا ونهبا وحرقا، ثم شق طريقه إلى جزر خوان فرنانديز. بعد أن خدم في حملة لمطاردة القراصنة في شمال شرقي أمريكا الجنوبية، ذهب إلى فرجينيا وعمل مع قائد يدعى كوك في رحلة مطاردة ضد الإسبان في البحار الجنوبية. أبحروا في أغسطس 1683، توقفوا في ساحل غينيا، وبعد ذلك مضوا نحو كيب هورن مستديرين نحو المحيط الهادي. بعد أن توقفوا في جزر خوان فرنانديز، وصلو إلى ساحل أمريكا الجنوبية، وانطلقوا على طول سواحل تشيلي وبيرو. وأخذوا بعض الغنائم، وبها انطلقوا إلى جزر غالاباغوس وإلى المكسيك، حيث وقعوا في النهاية قرب كابو بلانكو. وأثناء بقائهم هنا مات الكابتن كوك، وانتقلت القيادة إلى الكابتن إدوارد ديفيس، الذي قام بالإغارة الشواطئ الأمريكية الغربية في السنة التالية، ورافقته عدة سفن قراصنة أخرى إنجليزية وفرنسية، وهاجم غواياكيل وبويبلا نوفا وغيرها.
في النهاية قام دامبير بترك ديفيس، واستقل سفينة تشارلز سوان، واستمر معه على طول الأجزاء الشمالية للمكسيك حتى جنوب كاليفورنيا. عندما فشلت الحملة على السواحل المكسيكية، اقترح سوان أن يعبروا المحيط الهادي ويعودوا عن طريق جزر الهند الشرقية. بدأوا من كابو كوريينتيس في 31 مارس 1686، ووصلوا إلى غوام في أرخبيل لادرونيس في 20 مايو؛ عندما انتهت مؤن الطعام تقريبا، قرر الرجال قتل وأكل زعمائهم كخطوة قادمة، وقرروا البدء بسوان الذي كان سمينا، قبل أن يصلوا غلى الفلبين. بعد ستة أشهر من السكر والفسق في الفلبين، قام أغلبية الطاقم، ومنهم دامبير، بترك سوان وراءهم في مينداناو، وانطلقوا (1687-1688) من مانيلا إلى بولو كوندوري، ومنها إلى الصين، ومن الصين إلى جزر البهار وهولندا الجديدة (الجزيرة الأسترالية). في مارس 1688 انطلقوا من سومطرة، وفي مايو انطلقوا من نيكوبار، حيث تركهم دامبير، وذلك بناء على طلبه الخاص، كما قال، لغرض تأسيس مركز لتجارة العنبر، وبقي مع رجلين إنجليزيين آخرين وبرتغالي وبعض الملايويين. واستطاع هو ورفاقه الإبحار في زورق إلى أتشين في سومطرة؛ لكن الإعياء والضيق من الرحلة أتى على حياة عدة منهم وكاد يقضي على دامبير نفسه. بعد القيام بعدّة رحلات إلى أماكن مختلفة في جزر الهند الشرقية (تونغكينغ ومدراس وغيرها)، عمل دامبير لفترة كمدفعي في حصن بنكولن الإنجليزي، وعلى ما يبدو فلم يكن هذا برغبته. من هناك استطاع العودة في النهاية إلى إنجلترا في 1691.

## رحلة روباك والرحلة الثانية
في 1699 قامت الأدميرالية الإنجليزية بوضعه على قيادة سفينة روباك، والتي صممت خصيصا لاستكشاف أستراليا وما حولها. أبحر من داونز في 14 يناير، مع مؤن تكفي عشرين شهرا، وتوقف عند جزر الكناري وجزر الرأس الأخضر وباهيا، وانطلق من البرازيل ودار حول رأس الرجاء الصالح واتجه إلى أستراليا، التي وصل ساحلها الغربي في 26 يوليو، اتجه جنوبا ورسا في خليج القرش في خط عرض 26°، بدأ استكشافه بحذر في أراضي الشاطئ المجاورة، لكنه لم يجد ميناء أو مصبا جيدا، ولا ماء عذبا أو مؤن. وفقا لذلك، فقد ترك أستراليا في سبتمبر، وعين طاقما وأعاد تجهيز المؤن في تيمور، ومن هناك انطلق نحو غينيا الجديدة، حيث وصل في 3 ديسمبر. وبعد إبحاره على طول شرق الجزيرة الأقصى، اكتشف بأنها تنتهي بجزيرة أخرى، والتي سماها بريطانيا الجديدة، والتي قام بمسح ساحلها الشمالي والجنوبي والشرقي. وكان خليج سانت جورج في الحقيقة قناة مائية، وقد قسم الجزيرة إلى اثنتين، لكن دامبير لم يدرك هذا؛ بل كان من اكتشاف وريثه، فيليب كارتريت. وكذلك لم يقم دامبير بزيارة الساحل الغربي لبريطانيا الجديدة أو يدرك مداه الصغير على ذلك الجانب. وتم منعه من متابعة اكتشافاته بسبب سخط رجاله وحالة سفينته. في مايو 1700 كان في تيمور مجددا، ومن هناك مضى باتجاه الوطن عبر باتافيا (4 يوليو – 17 أكتوبر) ورأس الرجاء الصالح. في فبراير 1701 وصل إلى جزيرة أسينسيون، عندما غرقت السفينة (21 إلى 24 فبراير)، ووصل الطاقم إلى اليابسة وبقي في الجزيرة حتى 3 أبريل، عندما بلغوا إنجلترا مع بعض رجال شركة الهند الشرقية وسفن حربية متجهة نحو الوطن.

## الرحلة الثالثة
في 1703 – 1707 قاد دامبير سفينتين مسلحتين حكوميتين في حملة نحو البحار الجنوبية ولاقت فشلا ذريعا؛ وأوتي حظا أفضل في رحلته البحرية الأخيرة، كمدير للدفة تحت إمرة وودز روجرز في رحلته حول العالم 1708-1711. وفي مغامرته السابقة أنقذ ألكسندر سيلكيرك، وهو بحار تم هجره في إحدى جزر خوان فرنانديز؛ وحقق دامبير ربحا يقدر تقريبا بنحو 200,000 جنيه. لكن قبل أربع سنوات من تحصيله قيمة الجائزة المالية مات دامبير (مارس 1715) في أبرشية سانت ستيفن، شارع كولمان، لندن.
سجلات دامبير عن رحلاته البحرية مشهورة. وكانت له دقة شديدة للملاحظة، خصوصا في الظواهر العلمية المؤثرة على حياة البحار؛ وأسلوبه في الكتابة يتميز بأنه واضح وسهل. ومعرفته بالتاريخ الطبيعي، وإن لم تكن بشكل علمي، تبدو دقيقة وجديرة بالثقة أيضا.

## قراءات أخرى
ألف دامبير مجموعة من الكتب حول رحلاته
- رحلة جديدة حول العالم (1697) New Voyage Round the World
- رحلات وأوصاف (1699) Voyages and Descriptions، وهو عمل إضافي إلى العمل السابق
- رحلة بحرية إلى هولندا الجديدة في 1699 (1703, 1709) Voyage to New Holland in 1699
- إثبات دامبير على رحلاته (1707) Vindication of his Voyage

هناك أيضا رواية فانل عن الرحلة 1703-1707؛ رد على إثباتات الكابتن دامبير Welbe's Answer to Captain Dampier's Vindication بقلم جون ويلب؛ رحلة بحرية حول العالم Cruising Voyage Round the World بقلم وودز روجرز (1712).

## روابط خارجية
- وليام دامبير على موقع الموسوعة البريطانية (الإنجليزية)
- وليام دامبير على موقع إن إن دي بي (الإنجليزية)